# Lucas Orbán
Lucas Alfonso Orbán (Buenos Aires, 3 febbraio 1989) è un ex calciatore argentino, di ruolo difensore.

## Caratteristiche tecniche
Gioca come terzino sinistro, o all'occorrenza come difensore centrale.

## Carriera

### Club
Cresce nel River Plate, dove milita per tre stagioni per poi lasciare nel 2011 in seguito alla retrocessione del club. Passa dunque al Tigre, restandovi per due anni.
Nel 2013 viene acquistato dal Bordeaux; con i francesi, in una stagione, colleziona 30 presenze tra campionato, coppe nazionali ed Europa League.
Nell'estate 2014 si trasferisce in Spagna, al Valencia, dove rimane fino a gennaio 2016 quando passa in prestito ai concittadini del Levante.
Il 31 agosto 2016, a seguito della rescissione del contratto con il Valencia, viene ingaggiato a parametro zero dal Genoa.
Il 27 giugno 2017 rescinde il suo contratto col Genoa e viene ingaggiato a parametro zero dal Racing Club.

### Nazionale
Nel 2013 esordisce con la nazionale argentina in un'amichevole contro l'Ecuador.

## Statistiche

### Presenze e reti nei club
Statistiche aggiornate al 19 febbraio 2017.
| Stagione           | Squadra            | Campionato         | Campionato | Campionato | Coppe nazionali | Coppe nazionali | Coppe nazionali | Coppe continentali | Coppe continentali | Coppe continentali | Altre coppe | Altre coppe | Altre coppe | Totale | Totale |
| Stagione           | Squadra            | Comp               | Pres       | Reti       | Comp            | Pres            | Reti            | Comp               | Pres               | Reti               | Comp        | Pres        | Reti        | Pres   | Reti   |
| ------------------ | ------------------ | ------------------ | ---------- | ---------- | --------------- | --------------- | --------------- | ------------------ | ------------------ | ------------------ | ----------- | ----------- | ----------- | ------ | ------ |
| 2008-2009          | River Plate        | PD                 | 4          | 0          | -               | -               | -               | -                  | -                  | -                  | -           | -           | -           | 4      | 0      |
| 2009-2010          | River Plate        | PD                 | 6          | 0          | -               | -               | -               | CS                 | 1                  | 0                  | -           |             | -           | 6      | 0      |
| 2010-2011          | River Plate        | PD                 | 0          | 0          | -               | -               | -               | -                  | -                  | -                  | -           | -           | -           | 0      | 0      |
| Totale River Plate | Totale River Plate | Totale River Plate | 10         | 0          |                 |                 |                 |                    | 1                  | 0                  |             |             |             | 11     | 0      |
| 2011-2012          | Tigre              | PD                 | 19         | 0          | CA              | 1               | 0               | -                  | -                  | -                  | -           | -           | -           | 20     | 0      |
| 2012-2013          | Tigre              | PD                 | 29         | 1          | CA              | 0               | 0               | CS+CL              | 9+8                | 0                  | -           | -           | -           | 46     | 1      |
| Totale Tigre       | Totale Tigre       | Totale Tigre       | 48         | 1          |                 | 1               |                 | 0                  | 17                 | 0                  |             |             |             | 66     | 1      |
| 2013-2014          | Bordeaux           | L1                 | 27         | 0          | CF+CdLF         | 1+1             | 0               | UEL                | 1                  | 0                  | -           | -           | -           | 30     | 0      |
| 2014-2015          | Valencia           | PD                 | 22         | 1          | CR              | 4               | 0               | -                  | -                  | -                  |             | -           | -           | 26     | 1      |
| 2015-gen. 2016     | Valencia           | PD                 | 7          | 0          | CR              | 4               | 0               | UCL                | 1                  | 0                  | -           | -           | -           | 12     | 0      |
| Totale Valencia    | Totale Valencia    | Totale Valencia    | 29         | 1          |                 | 8               | 0               |                    | 1                  | 0                  |             |             |             | 38     | 1      |
| gen.-giu. 2016     | Levante            | PD                 | 3          | 0          | CR              | 0               | 0               | -                  | -                  | -                  | -           | -           | -           | 3      | 0      |
| 2016-2017          | Genoa              | A                  | 11         | 0          | CI              | 0               | 0               | -                  | -                  | -                  | -           | -           | -           | 8      | 0      |
| Totale carriera    | Totale carriera    | Totale carriera    | 128        | 2          |                 | 11              | 0               |                    | 20                 | 0                  |             |             |             | 156    | 2      |

### Cronologia presenze e reti in Nazionale
| Cronologia completa delle presenze e delle reti in nazionale ― Argentina | Cronologia completa delle presenze e delle reti in nazionale ― Argentina | Cronologia completa delle presenze e delle reti in nazionale ― Argentina | Cronologia completa delle presenze e delle reti in nazionale ― Argentina | Cronologia completa delle presenze e delle reti in nazionale ― Argentina | Cronologia completa delle presenze e delle reti in nazionale ― Argentina | Cronologia completa delle presenze e delle reti in nazionale ― Argentina | Cronologia completa delle presenze e delle reti in nazionale ― Argentina |
| Data                                                                     | Città                                                                    | In casa                                                                  | Risultato                                                                | Ospiti                                                                   | Competizione                                                             | Reti                                                                     | Note                                                                     |
| ------------------------------------------------------------------------ | ------------------------------------------------------------------------ | ------------------------------------------------------------------------ | ------------------------------------------------------------------------ | ------------------------------------------------------------------------ | ------------------------------------------------------------------------ | ------------------------------------------------------------------------ | ------------------------------------------------------------------------ |
| 15-11-2013                                                               | East Rutherford                                                          | Ecuador                                                                  | 0 – 0                                                                    | Argentina                                                                | Amichevole                                                               | -                                                                        |                                                                          |
| 28-3-2015                                                                | Landover                                                                 | El Salvador                                                              | 0 – 2                                                                    | Argentina                                                                | Amichevole                                                               | -                                                                        |                                                                          |
| Totale                                                                   |                                                                          | Presenze                                                                 | 2                                                                        |                                                                          | Reti                                                                     | 0                                                                        |                                                                          |

## Palmarès

### Competizioni nazionali
- Campionato argentino: 1

Racing Club: 2018-2019
- Trofeo de Campeones de la Superliga Argentina: 1

Racing Club: 2019